# Tågbefälhavare
Tågbefälhavare är ett äldre järnvägsbegrepp av säkerhetskaraktär, motsvaras idag närmast av ombordansvarig på persontåg. 